# Бергнойштадт
Бергно́йштадт (нем. Bergneustadt) — город в Германии, в земле Северный Рейн-Вестфалия.
Подчинён административному округу Кёльн. Входит в состав района Обербергиш.  Население составляет 19 584 человека (на 31 декабря 2010 года). Занимает площадь 37,86 км². Официальный код  —  05 3 74 004.

## Личности
- Иоганн Готтлиб Нёрренберг (Johann Gottlieb Nörrenberg) (1787–1862), физик
- Александр Кёстер (1864–1932), художник
- Аня Хартерос (* 1972), оперная певица

## Фотографии

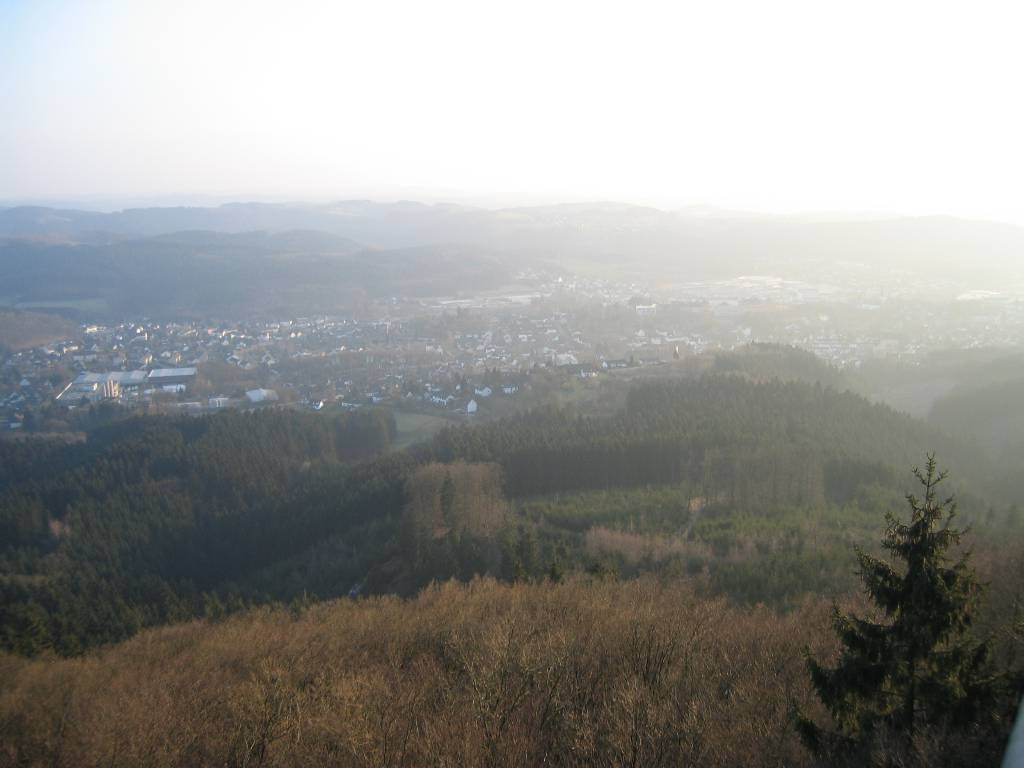
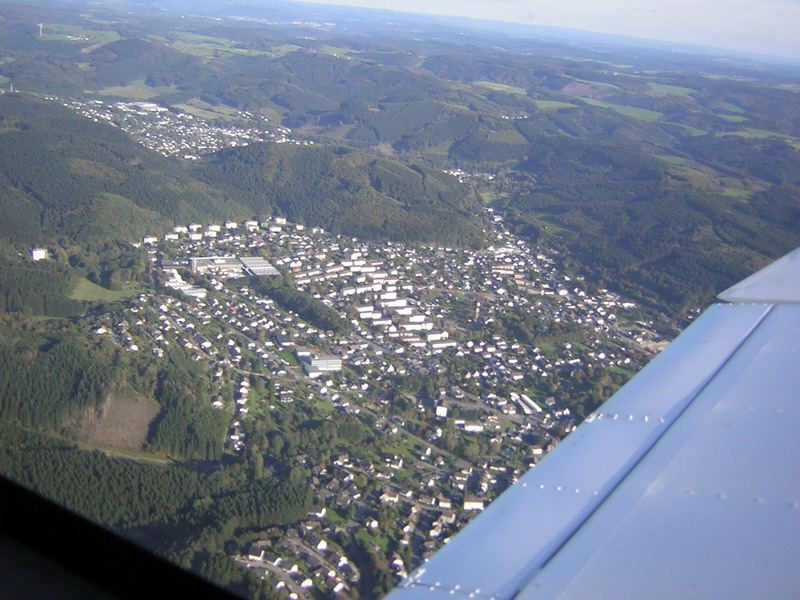
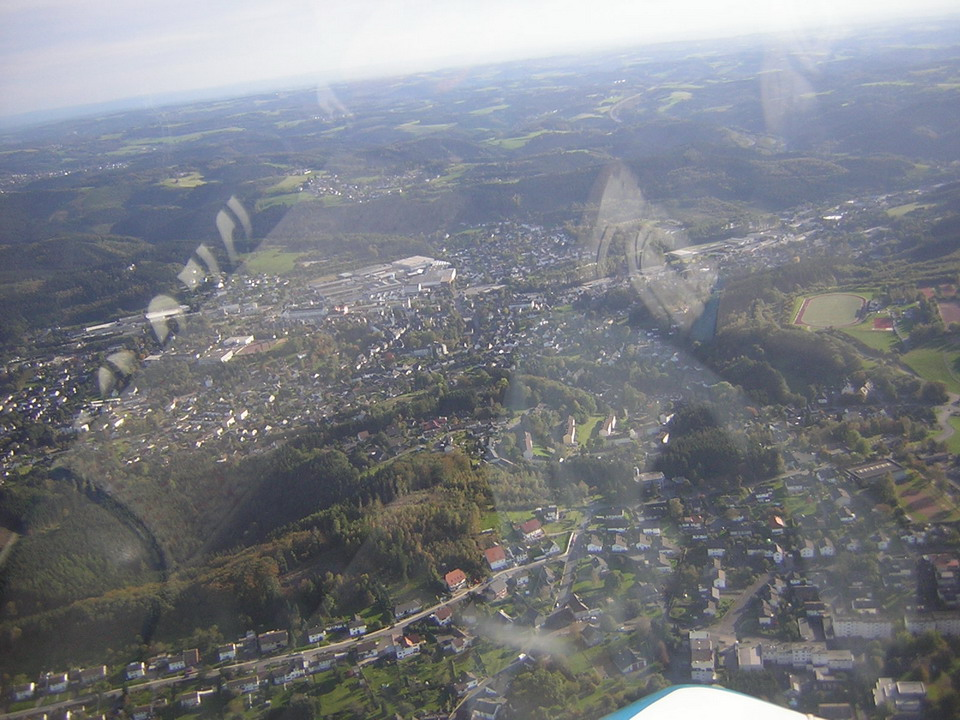
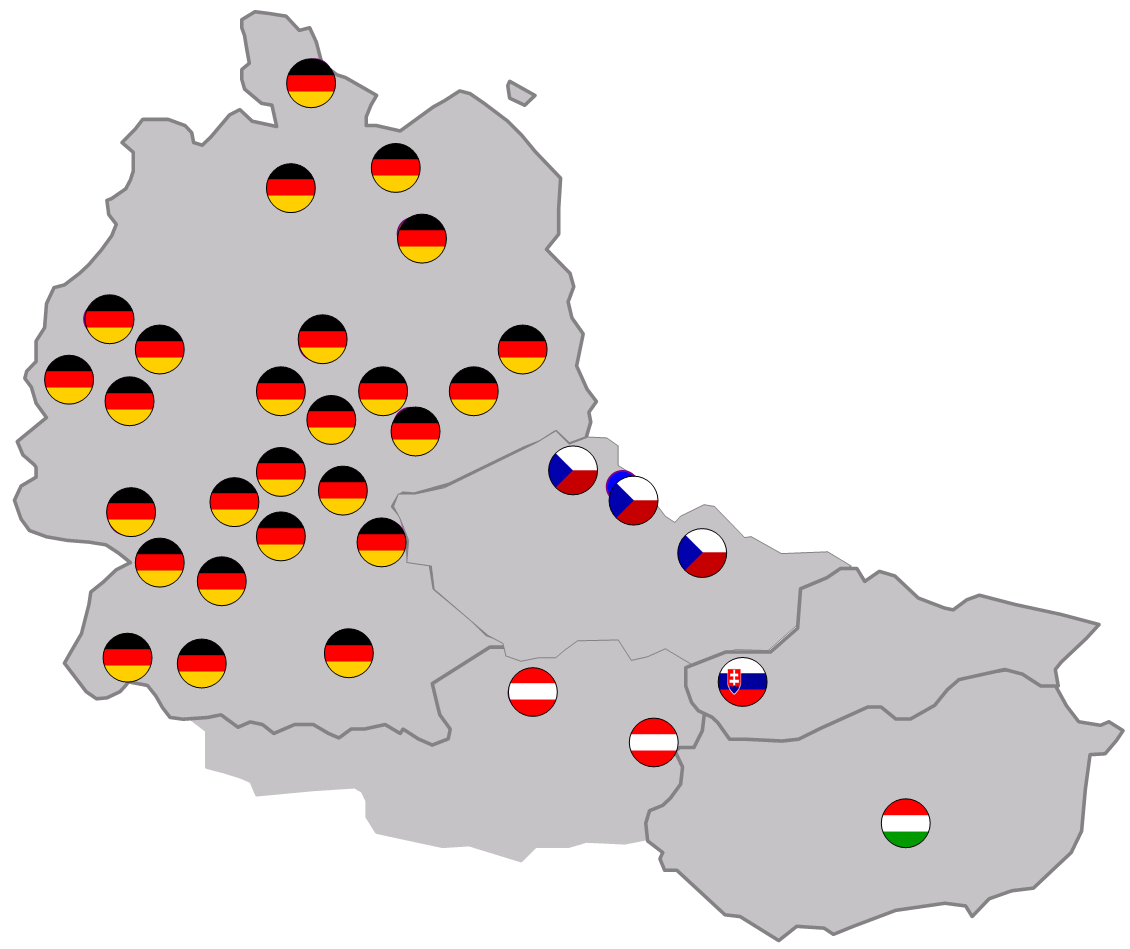